# Wohnhaus Schleusenplatz 6
Das Wohnhaus Schleusenplatz 6 in der niedersächsischen Samtgemeinde Land Hadeln, Gemeinde Neuhaus, im Landkreis Cuxhaven, stammt aus der Mitte des 19. Jahrhunderts. Aktuell (2024) wird es als Wohnhaus und gewerblich genutzt.
Das Gebäude steht unter Denkmalschutz (siehe auch Liste der Baudenkmale in Neuhaus (Oste)).

## Geschichte und Beschreibung
Die Besiedelung des Ortes fand um 1000 nach Christus auf den Wurten rund um die Aue, Oste und Elbe statt. In der Nähe zum Hafen an der Oste ist der Siedlungskern des Ortes.
Das zweigeschossige traufständige Gebäude in Backstein und nordwestlich zweigeschossig in Fachwerk mit Steinausfachungen, mit ziegelgedecktem Walm- und Satteldach stammt von um 1850. Der Fachwerkanbau erfolgte später.
Das Landesdenkmalamt befand u. a.: „geschichtliche und städtebauliche Bedeutung“.
Am Schleusenplatz stehen weitere denkmalgeschützte Gebäude: Apotheke Deichstraße 1, Gasthäuser (Nr. 2 + Nr. 3), Zollamt (Nr. 4) und weitere Wohnhäuser (Nr. 1 + Nr. 5).